# División Intermedia 2009
El Torneo de la División Intermedia de Paraguay 2009 del fútbol de la segunda categoría de la Asociación Paraguaya de Fútbol, denominado "Don Arturo Filártiga Candia", fue la 92.ª edición de un campeonato de Segunda División y la 13.ª edición de la División Intermedia, desde la creación de la división en 1997, comenzó el sábado, 20 de junio, y finalizó el domingo, 22 de noviembre.
Se coronó campeón el club Sportivo Trinidense, por primera vez en la historia de este campeonato y de esta división, además consiguió su ascenso a la Primera División. Asimismo, el club Sport Colombia en su calidad de subcampeón clasificó para disputar la repesca por el ascenso ante el penúltimo de la Primera División, el club 12 de Octubre de Itauguá. Posteriormente, en dicha instancia, el conjunto fernandino logró su retorno al círculo privilegiado del balompié paraguayo.

## Sistema de competición
El modo de disputa fue el de todos contra todos a partidos de ida y vuelta, es decir a dos rondas compuestas por once jornadas cada una con localía recíproca. Se consagró campeón el club que sumó la mayor cantidad de puntos al cabo de las 22 fechas. Éste ascendió automáticamente a la Primera División, ocupando en la temporada siguiente el lugar del equipo que finalizó último en la tabla de promedios. En tanto que el subcampeón jugó la promoción contra el penúltimo. En caso de haberse producido igualdad de puntos entre dos clubes, habrían definido sus posiciones en dos partidos extra. Si hubiesen sido más de dos, se resolvía según los siguientes parámetros:
1) saldo de goles;
2) mayor cantidad de goles marcados;
3) mayor cantidad de goles marcados en condición de visitante;
4) sorteo.

## Ascensos y descensos
| Pos | Ascendidos a Primera División |
| --- | ----------------------------- |
| 1º  | Rubio Ñu                      |

| Pos | Descendidos a Tercera División |
| --- | ------------------------------ |
| 10º | Presidente Hayes               |

| Pos | Descendidos de Primera División |
| --- | ------------------------------- |
| 12º | Silvio Pettirossi               |

| Pos | Ascendidos de Tercera División |
| --- | ------------------------------ |
| 1º  | Atlético Colegiales            |
| 2º  | Independiente                  |

| Pos | Ascendidos de la UFI |
| --- | -------------------- |
| 1º  | Deportivo Caaguazú   |

## Equipos participantes
| Club                 | Ciudad              | Fundación                | Estadio             | Capacidad |
| -------------------- | ------------------- | ------------------------ | ------------------- | --------- |
| Dr. Benjamín Aceval  | Villa Hayes         | 6 de junio de 1918       | Isidro Roussillón   | 5000      |
| Atlético Colegiales  | Asunción            | 7 de enero de 1977       | Luciano Zacarías    | 15 000    |
| Cerro Porteño PF     | Presidente Franco   | 12 de agosto de 1967     | Cerro Porteño       | 5000      |
| Deportivo Caaguazú   | Caaguazú            | 16 de septiembre de 2008 | Federico Llamosas   | 7000      |
| Fernando de la Mora  | Asunción            | 25 de diciembre de 1925  | Emiliano Ghezzi     | 7000      |
| General Caballero ZC | Asunción            | 6 de septiembre de 1918  | Hugo Vaceque Bogado | 5000      |
| General Díaz         | Luque               | 22 de septiembre de 1917 | General Adrián Jara | 3500      |
| Independiente        | Asunción            | 20 de septiembre de 1925 | Ricardo Gregor      | 500       |
| Silvio Pettirossi    | Asunción            | 11 de marzo de 1926      | Bernabé Pedrozo     | 4000      |
| Sport Colombia       | Fernando de la Mora | 1 de noviembre de 1924   | Alfonso Colmán      | 7000      |
| Sportivo Iteño       | Itá                 | 1 de junio de 1924       | Salvador Morga      | 4000      |
| Sportivo Trinidense  | Asunción            | 11 de agosto de 1935     | Martín Torres       | 3000      |

## Posiciones
| Pos | Equipo               | Pts | PJ | G  | E | P  | GF | GC | DIF |
| --- | -------------------- | --- | -- | -- | - | -- | -- | -- | --- |
| 1ª  | Sportivo Trinidense  | 44  | 22 | 12 | 8 | 2  | 31 | 11 | 20  |
| 2ª  | Sport Colombia       | 38  | 22 | 10 | 8 | 4  | 31 | 25 | 6   |
| 3ª  | Cerro Porteño PF     | 36  | 22 | 9  | 9 | 4  | 27 | 18 | 9   |
| 4ª  | Atlético Colegiales  | 35  | 22 | 10 | 5 | 7  | 28 | 20 | 8   |
| 5ª  | Fernando de la Mora  | 35  | 22 | 9  | 8 | 5  | 23 | 17 | 6   |
| 6ª  | Independiente        | 31  | 22 | 8  | 7 | 7  | 27 | 20 | 7   |
| 7ª  | Deportivo Caaguazú   | 28  | 22 | 7  | 7 | 8  | 19 | 25 | -6  |
| 8ª  | General Díaz         | 25  | 22 | 7  | 4 | 11 | 31 | 36 | -5  |
| 9ª  | Sportivo Iteño       | 23  | 22 | 5  | 8 | 9  | 23 | 29 | -6  |
| 10ª | General Caballero ZC | 23  | 22 | 5  | 8 | 9  | 19 | 31 | -12 |
| 11ª | Dr. Benjamín Aceval  | 18  | 22 | 4  | 6 | 12 | 20 | 30 | -10 |
| 12ª | Silvio Pettirossi    | 18  | 22 | 4  | 6 | 12 | 17 | 34 | -17 |

 Pos=Posición; Pts=Puntos; PJ=Partidos jugados; G=Partidos ganados; E=Partidos empatados; P=Partidos perdidos; GF=Goles a favor; GC=Goles en contra; DIF=Diferencia de gol
|  | Ascendió a Primera División              |
|  | Jugó por la promoción a Primera División |
|  | Retornó a su liga regional de UFI        |
|  | Descendió a Tercera División             |

## Resultados
| Fecha 1             | Fecha 1   | Fecha 1             |
| Equipo Local        | Resultado | Equipo Visitante    |
| ------------------- | --------- | ------------------- |
| Dr. Benjamín Aceval | 0 - 1     | Sportivo Trinidense |
| Sport Colombia      | 1 - 1     | Atlético Colegiales |
| General Díaz        | 2 - 1     | Sportivo Iteño      |
| Cerro Porteño PF    | 1 - 1     | Fernando de La Mora |
| Independiente CG    | 5 - 1     | Silvio Pettirossi   |
| Deportivo Caaguazú  | 1 - 1     | General Caballero   |

| Fecha 2             | Fecha 2   | Fecha 2             |
| Equipo Local        | Resultado | Equipo Visitante    |
| ------------------- | --------- | ------------------- |
| Fernando de la Mora | 1 - 0     | Independiente CG    |
| Silvio Pettirosi    | 0 - 0     | Dr. Benjamín Aceval |
| Cerro Porteño PF    | 1 - 1     | Sport Colombia      |
| Sportivo Trinidense | 2 - 1     | Deportivo Caaguazú  |
| General Caballero   | 1 - 3     | General Díaz        |
| Sportivo Iteño      | 0 - 3     | Atlético Colegiales |

| Fecha 3             | Fecha 3   | Fecha 3             |
| Equipo Local        | Resultado | Equipo Visitante    |
| ------------------- | --------- | ------------------- |
| Atlético Colegiales | 3 - 0     | General Caballero   |
| General Díaz        | 2 - 2     | Sportivo Trinidense |
| Deportivo Caaguazú  | 1 - 0     | Silvio Pettirossi   |
| Dr. Benjamín Aceval | 0 - 2     | Fernando de La Mora |
| Independiente CG    | 2 - 0     | Cerro Porteño PF    |
| Sport Colombia      | 1 - 1     | Sportivo Iteño      |

| Fecha 4             | Fecha 4   | Fecha 4             |
| Equipo Local        | Resultado | Equipo Visitante    |
| ------------------- | --------- | ------------------- |
| Independiente CG    | 4 - 1     | Sport Colombia      |
| Cerro Porteño PF    | 1 - 0     | Dr. Benjamín Aceval |
| Fernando de la Mora | 1 - 1     | Deportivo Caaguazú  |
| Silvio Pettirossi   | 4 - 2     | General Díaz        |
| Sportivo Trinidense | 3 - 0     | Atlético Colegiales |
| General Caballero   | 1 - 1     | Sportivo Iteño      |

| Fecha 5             | Fecha 5   | Fecha 5             |
| Equipo Local        | Resultado | Equipo Visitante    |
| ------------------- | --------- | ------------------- |
| Sport Colombia      | 2 - 0     | General Caballero   |
| Sportivo Iteño      | 1 - 0     | Sportivo Trinidense |
| Atlético Colegiales | 1 - 1     | Silvio Pettirossi   |
| General Díaz        | 1 - 2     | Fernando de La Mora |
| Deportivo Caaguazú  | 2 - 2     | Cerro Porteño PF    |
| Dr. Benjamín Aceval | 2 - 1     | Independiente CG    |

| Fecha 6             | Fecha 6   | Fecha 6             |
| Equipo Local        | Resultado | Equipo Visitante    |
| ------------------- | --------- | ------------------- |
| Dr. Benjamín Aceval | 1 - 1     | Sport Colombia      |
| Independiente CG    | 0 - 1     | Deportivo Caaguazú  |
| Cerro Porteño PF    | 2 - 0     | General Díaz        |
| Fernando de La Mora | 1 - 2     | Atlético Colegiales |
| Silvio Pettirossi   | 3 - 2     | Sportivo Iteño      |
| Sportivo Trinidense | 1 - 0     | General Caballero   |

| Fecha 7             | Fecha 7   | Fecha 7             |
| Equipo Local        | Resultado | Equipo Visitante    |
| ------------------- | --------- | ------------------- |
| Sport Colombia      | 1 - 0     | Sportivo Trinidense |
| General Caballero   | 2 - 2     | Silvio Pettirossi   |
| Sportivo Iteño      | 1 - 1     | Fernando de la Mora |
| Atlético Colegiales | 0 - 1     | Cerro Porteño PF    |
| General Díaz        | 1 - 3     | Independiente CG    |
| Deportivo Caaguazú  | 1 - 0     | Dr. Benjamín Aceval |

| Fecha 8             | Fecha 8   | Fecha 8             |
| Equipo Local        | Resultado | Equipo Visitante    |
| ------------------- | --------- | ------------------- |
| Deportivo Caaguazú  | 0 - 1     | Sport Colombia      |
| Dr. Benjamín Aceval | 0 - 0     | General Díaz        |
| Independiente CG    | 0 - 3     | Atlético Colegiales |
| Cerro Porteño PF    | 1 - 0     | Sportivo Iteño      |
| Fernando de la Mora | 2 - 0     | General Caballero   |
| Silvio Pettirossi   | 0 - 1     | Sportivo Trinidense |

| Fecha 9             | Fecha 9   | Fecha 9             |
| Equipo Local        | Resultado | Equipo Visitante    |
| ------------------- | --------- | ------------------- |
| Sport Colombia      | 1 - 0     | Silvio Pettirossi   |
| Sportivo Trinidense | 1 - 1     | Fernando de la Mora |
| General Caballero   | 1 - 3     | Cerro Porteño PF    |
| Sportivo Iteño      | 1 - 1     | Independiente CG    |
| Atlético Colegiales | 1 - 0     | Dr. Benjamín Aceval |
| General Díaz        | 1 - 1     | Deportivo Caaguazú  |

| Fecha 10            | Fecha 10  | Fecha 10            |
| Equipo Local        | Resultado | Equipo Visitante    |
| ------------------- | --------- | ------------------- |
| General Díaz        | 0 - 2     | Sport Colombia      |
| Deportivo Caaguazú  | 0 - 3     | Atlético Colegiales |
| Dr. Benjamín Aceval | 3 - 5     | Sportivo Iteño      |
| Independiente CG    | 2 - 1     | General Caballero   |
| Cerro Porteño PF    | 0 - 0     | Sportivo Trinidense |
| Fernando de la Mora | 1 - 1     | Silvio Pettirossi   |

| Fecha 11            | Fecha 11  | Fecha 11            |
| Equipo Local        | Resultado | Equipo Visitante    |
| ------------------- | --------- | ------------------- |
| Sport Colombia      | 2 - 0     | Fernando de la Mora |
| Silvio Pettirossi   | 1 - 1     | Cerro Porteño PF    |
| Sportivo Trinidense | 1 - 1     | Independiente CG    |
| Sportivo Iteño      | 0 - 0     | Deportivo Caaguazú  |
| General Caballero   | 2 - 1     | Dr. Benjamín Aceval |
| Atlético Colegiales | 1 - 4     | General Díaz        |

| Fecha 12            | Fecha 12  | Fecha 12            |
| Equipo Local        | Resultado | Equipo Visitante    |
| ------------------- | --------- | ------------------- |
| Atlético Colegiales | 0 - 1     | Sport Colombia      |
| Sportivo Trinidense | 2 - 0     | Dr. Benjamín Aceval |
| Sportivo Iteño      | 1 - 0     | General Díaz        |
| General Caballero   | 2 - 2     | Deportivo Caaguazú  |
| Silvio Pettirossi   | 0 - 0     | Independiente CG    |
| Fernando de la Mora | 1 - 1     | Cerro Porteño PF    |

| Fecha 13            | Fecha 13  | Fecha 13            |
| Equipo Local        | Resultado | Equipo Visitante    |
| ------------------- | --------- | ------------------- |
| Independiente CG    | 0 - 1     | Fernando de la Mora |
| Dr. Benjamín Aceval | 1 - 2     | Silvio Pettirossi   |
| Sport Colombia      | 2 - 2     | Cerro Porteño PF    |
| Deportivo Caaguazú  | 0 - 1     | Sportivo Trinidense |
| General Díaz        | 5 - 1     | General Caballero   |
| Atlético Colegiales | 1 - 1     | Sportivo Iteño      |

| Fecha 14            | Fecha 14  | Fecha 14            |
| Equipo Local        | Resultado | Equipo Visitante    |
| ------------------- | --------- | ------------------- |
| Sportivo Iteño      | 1 - 1     | Sport Colombia      |
| Cerro Porteño PF    | 0 - 0     | Independiente CG    |
| Silvio Pettirossi   | 1 - 0     | Deportivo Caaguazú  |
| General Caballero   | 0 - 1     | Atlético Colegiales |
| Sportivo Trinidense | 4 - 0     | General Díaz        |
| Fernando de la Mora | 1 - 2     | Dr. Benjamín Aceval |

| Fecha 15            | Fecha 15  | Fecha 15            |
| Equipo Local        | Resultado | Equipo Visitante    |
| ------------------- | --------- | ------------------- |
| Atlético Colegiales | 1 - 1     | Sportivo Trinidense |
| Sport Colombia      | 1 - 2     | Independiente CG    |
| General Díaz        | 3 - 0     | Silvio Pettirossi   |
| Sportivo Iteño      | 0 - 2     | General Caballero   |
| Deportivo Caaguazú  | 1 - 3     | Fernando de la Mora |
| Dr. Benjamín Aceval | 2 - 1     | Cerro Porteño PF    |

| Fecha 16            | Fecha 16  | Fecha 16            |
| Equipo Local        | Resultado | Equipo Visitante    |
| ------------------- | --------- | ------------------- |
| Sportivo Trinidense | 2 - 1     | Sportivo Iteño      |
| Cerro Porteño PF    | 3 - 0     | Deportivo Caaguazú  |
| Fernando de la Mora | 0 - 1     | General Díaz        |
| General Caballero   | 2 - 1     | Sport Colombia      |
| Silvio Pettirossi   | 0 - 2     | Atlético Colegiales |
| Independiente CG    | 2 - 1     | Dr. Benjamín Aceval |

| Fecha 17            | Fecha 17  | Fecha 17            |
| Equipo Local        | Resultado | Equipo Visitante    |
| ------------------- | --------- | ------------------- |
| General Caballero   | 0 - 0     | Sportivo Trinidense |
| Deportivo Caaguazú  | 1 - 0     | Independiente CG    |
| Sportivo Iteño      | 2 - 1     | Silvio Pettirossi   |
| Atlético Colegiales | 0 - 1     | Fernando de la Mora |
| Sport Colombia      | 1 - 1     | Dr. Benjamín Aceval |
| General Díaz        | 0 - 2     | Cerro Porteño PF    |

| Fecha 18            | Fecha 18  | Fecha 18            |
| Equipo Local        | Resultado | Equipo Visitante    |
| ------------------- | --------- | ------------------- |
| Sportivo Trinidense | 4 - 0     | Sport Colombia      |
| Silvio Pettirossi   | 0 - 1     | General Caballero   |
| Fernando de la Mora | 2 - 1     | Sportivo Iteño      |
| Cerro Porteño PF    | 2 - 1     | Atlético Colegiales |
| Independiente CG    | 1 - 0     | General Díaz        |
| Dr. Benjamín Aceval | 0 - 0     | Deportivo Caaguazú  |

| Fecha 19            | Fecha 19  | Fecha 19            |
| Equipo Local        | Resultado | Equipo Visitante    |
| ------------------- | --------- | ------------------- |
| Sport Colombia      | 3 - 2     | Deportivo Caaguazú  |
| General Díaz        | 3 - 2     | Dr. Benjamín Aceval |
| Atlético Colegiales | 1 - 1     | Independiente CG    |
| Sportivo Iteño      | 2 - 0     | Cerro Porteño PF    |
| General Caballero   | 0 - 0     | Fernando de la Mora |
| Sportivo Trinidense | 1 - 0     | Silvio Pettirossi   |

| Fecha 20            | Fecha 20  | Fecha 20            |
| Equipo Local        | Resultado | Equipo Visitante    |
| ------------------- | --------- | ------------------- |
| Silvio Pettirossi   | 0 - 3     | Sport Colombia      |
| Fernando de la Mora | 0 - 0     | Sportivo Trinidense |
| Cerro Porteño PF    | 0 - 0     | General Caballero   |
| Independiente CG    | 0 - 0     | Sportivo Iteño      |
| Dr. Benjamín Aceval | 1 - 2     | Atlético Colegiales |
| Deportivo Caaguazú  | 1 - 0     | General Díaz        |

| Fecha 21            | Fecha 21  | Fecha 21            |
| Equipo Local        | Resultado | Equipo Visitante    |
| ------------------- | --------- | ------------------- |
| Sport Colombia      | 3 - 3     | General Díaz        |
| Atlético Colegiales | 0 - 1     | Deportivo Caaguazú  |
| Sportivo Iteño      | 0 - 2     | Dr. Benjamín Aceval |
| General Caballero   | 1 - 0     | Independiente CG    |
| Sportivo Trinidense | 2 - 0     | Cerro Porteño PF    |
| Silvio Pettirossi   | 0 - 1     | Fernando de la Mora |

| Fecha 22            | Fecha 22  | Fecha 22            |
| Equipo Local        | Resultado | Equipo Visitante    |
| ------------------- | --------- | ------------------- |
| Fernando de la Mora | 0 - 1     | Sport Colombia      |
| Cerro Porteño PF    | 3 - 0     | Silvio Pettirossi   |
| Independiente CG    | 2 - 2     | Sportivo Trinidense |
| Deportivo Caaguazú  | 2 - 1     | Sportivo Iteño      |
| Dr. Benjamín Aceval | 1 - 1     | General Caballero   |
| General Díaz        | 0 - 2     | Atlético Colegiales |

## Campeón
|                               |
| Sportivo Trinidense 1º título |

## Máximos goleadores
| Jugador             | Jugador        | Goles | Equipo              |
| ------------------- | -------------- | ----- | ------------------- |
| Bandera de Paraguay | Osvaldo Duarte | 11    | Independiente CG    |
| Bandera de Paraguay | Sabino Leiva   | 8     | General Díaz        |
| Bandera de Paraguay | David Toledo   | 8     | Sportivo Trinidense |

## Promoción
Sport Colombia al lograr el subcampeonato del torneo disputó partidos de ida y vuelta contra el club 12 de Octubre de Itauguá, penúltimo en la tabla de promedios de la Primera División, por el ascenso o la permanencia. Sport Colombia logró el ascenso. 
| 16 de diciembre, 18:30 Hs. | 12 de Octubre (I) | 1:1     | Sport Colombia       | Estadio Juan Canuto Pettengill, Itauguá                   |                                                           |
|                            | Ricardo Ortiz 27' | Reporte | Alejandro Bernal 52' | Asistencia: 1377 espectadores Árbitro(s): Carlos Amarilla | Asistencia: 1377 espectadores Árbitro(s): Carlos Amarilla |

| 20 de diciembre, 17:00 Hs. | Sport Colombia                                                         | 2:2 (3:0 p.)               | 12 de Octubre (I)                                 | Estadio Alfonso Colmán, Fernando de la Mora             |                                                         |
|                            | Elio Mora 1' · José Leguizamón 89'                                     | Reporte                    | David Villalba 60' · Cristian Fatecha 62'         | Asistencia: 4026 espectadores Árbitro(s): Carlos Torres | Asistencia: 4026 espectadores Árbitro(s): Carlos Torres |
|                            |                                                                        | Tiros desde el punto penal |                                                   |                                                         |                                                         |
|                            | Júnior Nardelli · Wilson Quiñónez · Alejandro Bernal · Cristian Ávalos |                            | David Villalba · Ricardo Ortiz · Cristian Fatecha |                                                         |                                                         |